# Марлі Матлін
Марлі Матлін (англ. Marlee Beth Matlin; нар. 24 серпня 1965, Мортон-Гроув, Іллінойс, США) — американська акторка, перша і єдина глуха акторка, яка отримала премію «Оскар» за найкращу жіночу роль у фільмі «Діти меншого бога». Її подальша робота в кіно і на телебаченні принесла їй премії «Золотий глобус», і ще дві номінації, а також чотири номінації на «Еммі». За кар'єрні досягнення була удостоєна власної зірки на Голлівудській «Алеї слави».

## Кар'єра
На початку кар'єри вона з'явилася в театральній п'єсі «Діти меншого бога». У 1986 році п'єса була екранізована і принесла Матлін «Оскар» за найкращу жіночу роль. У той час акторці був всього 21 рік, і таким чином вона стала однією з чотирьох акторок в історії світового кінематографа, які отримали цю нагороду за дебютну роль.
Після успіху вона виконала головну роль у серіалі «Розумний сумнів», який виходив з 1991 по 1993 рік. Проєкт приніс їй дві номінації на премію «Золотий глобус». Вона була номінована чотири рази на вищу телевізійну премію «Еммі»: двічі в 1994 році за роль в серіалах «Сайнфелд» і «Застава фехтувальників», у 2000 році — за роль в «Практика», і у 2004 році — за «Закон і порядок: Спеціальний корпус». У 2002 році Матлін випустила книгу спогадів.
З 1999 по 2006 рік у неї була роль в політичному серіалі «Західне крило», а у 2007—2009 роках Матлін з'явилася у серіалі каналу Showtime «Секс в іншому місті», який розповідає про долі подруг-лесбійок. Акторка зіграла кохану головної героїні серіалу, Джоді, талановиту художницю і викладача Каліфорнійського університету. В останні роки вона була запрошеною зіркою в серіалах «Відчайдушні домогосподарки», «CSI: Місце злочину» і «Мене звати Ерл».

## Особисте життя
У Марлін Матлін є четверо дітей від шлюбу з Кевіном Грандалскі: Сара Роуз Грандалскі (нар. 19.01.1996), Брендон Джозеф Грандалскі (нар. 12.09.2000), Тайлер Деніел Грандалскі (нар. 18.07.2002) і Ізабель Джейн Грандалскі (нар. 26.12.2003). Всі четверо дітей Матлін, попри глухоту своєї матері, не глухі.

## Вибрана фільмографія
| Рік       |    | Українська назва                    | Оригінальна назва                 | Роль                     |
| --------- | -- | ----------------------------------- | --------------------------------- | ------------------------ |
| 1986      | ф  | Діти меншого Бога                   | Children of a Lesser God          | Сара Норман              |
| 1987      | ф  | Вокер                               | Walker                            | Еллен Мартін             |
| 1991—1993 | с  | Обґрунтовані сумніви                | Reasonable Doubts                 | Тесс Кауфман             |
| 1992      | ф  | Гравець                             | The Player                        | сама себе                |
| 1993      | с  | Сайнфелд                            | Seinfeld                          | Лаура                    |
| 1996      | ф  | Це моя вечірка                      | It's My Party                     | Дафна Старк              |
| 1999      | с  | Швидка допомога                     | ER                                | викладач жестової мови   |
| 1999      | с  | Справедлива Емі                     | Judging Amy                       | Еліза Спірс              |
| 2000      | с  | Практика                            | The Practice                      | Саллі Берг               |
| 2000—2006 | с  | Західне крило                       | The West Wing                     | Джоуї Лукас              |
| 2003      | с  | Жіноча бригада                      | The Division                      | Енн Полтон               |
| 2004—2005 | с  | Закон і порядок: Спеціальний корпус | Law & Order: Special Victims Unit | доктор Емі Солвей        |
| 2005      | с  | Відчайдушні домогосподарки          | Desperate Housewives              | Аліса Стівенс            |
| 2006      | с  | Місце злочину: Нью-Йорк             | CSI: NY                           | Джина Мітчам             |
| 2006—2007 | с  | Мене звати Ерл                      | My Name Is Earl                   | Рубі Вітлоу              |
| 2007—2009 | с  | Секс в іншому місті                 | The L Word                        | Джоді Лернер             |
| 2008      | с  | Частини тіла                        | Nip/Tuck                          | Барбара Шапіро           |
| 2011      | с  | CSI: Місце злочину                  | CSI: Crime Scene Investigation    | професорка Джулія Голден |
| 2011—2017 | с  | Переплутані при народженні          | Switched at Birth                 | Мелоді Бледсо            |
| 2012—2021 | мс | Сім'янин                            | Family Guy                        | Стелла                   |
| 2014      | с  | Хор                                 | Glee                              | сама себе                |
| 2014      | с  | Космос: подорож у просторі та часі  | Cosmos: A Spacetime Odyssey       | Енні Джамп Кеннон        |
| 2016      | с  | Реанімація                          | Code Black                        | Кеті Бірн                |
| 2017—2019 | с  | Чарівники                           | The Magicians                     | Гаррієт                  |
| 2018      | с  | Квантико                            | Quantico                          | Джоселін Тернер          |
| 2021      | ф  | У ритмі серця                       | CODA                              | Джекі Россі              |
| 2022      | с  | Новий Амстердам                     | New Amsterdam                     | доктор Бев Клемонс       |